# Sorex oreopolus
Sorex oreopolus — вид роду мідиць (Sorex) родини мідицевих.

## Поширення
Поширений в Мексиці (Халіско) на висоті близько 2500 м над рівнем моря у вологих ялиново-сосна-дубових лісах, а також висотних купинних луках.

## Звички
Комахоїдний.

## Загрози та охорона
Вирубка лісів за межами охоронних територій являє собою серйозну загрозу. Живе в англ. Ixta-Popocatepetl National Park.